# NGC 5313
NGC 5313 is een spiraalvormig sterrenstelsel in het sterrenbeeld Jachthonden. Het hemelobject werd op 14 januari 1788 ontdekt door de Duits-Britse astronoom William Herschel.

## Synoniemen
- UGC 8744
- MCG 7-28-74
- ZWG 218.54
- IRAS 13475+4013
- PGC 49069